# Methylcellulose
Methylcellulose (fachsprachlich, standardsprachlich: Methylzellulose) ist eine chemische Verbindung, die von Cellulose abgeleitet ist; chemisch handelt es sich um einen Celluloseether. Sie ist ein hydrophiles weißes Pulver und löst sich in kaltem (aber nicht in heißem) Wasser auf und bildet dabei eine hochviskose oder sehr zähflüssige Lösung, bis sogar der Eindruck eines Gels entsteht.
Methylcellulose wird in vielen Tapetenkleistern als Klebe- und Bindemittel und in zahlreichen anderen technischen Produkten verwendet. Sie dient zudem als Verdickungsmittel und Emulgator in verschiedenen Nahrungsmittel- und Kosmetikprodukten sowie als Bestandteil von Arzneimitteln. Methylcellulose wird unter einer Vielzahl von Handelsnamen verkauft. Wie auch Cellulose ist sie im menschlichen Organismus nicht verdaulich, nicht allergen und nicht giftig.

## Gewinnung und Darstellung
Methylcellulose tritt nicht natürlich auf, sondern wird synthetisch produziert, indem Cellulose in eine heiße alkalische Lösung (eine Lauge, zum Beispiel Natriumhydroxid) gegeben und mit Methylhalogeniden behandelt wird.
Methylcellulose wird technisch durch die Umsetzung von alkalisch vorbehandelter Cellulose mit Methylchlorid bei erhöhter Temperatur unter Druck hergestellt.
Da bei dieser Reaktion nicht alle Hydroxygruppen reagieren, entstehen Gemische mit unterschiedlich hohem Substitutionsgrad. Auch der Substitutionsgrad der einzelnen Cellobiose(ß1,4-Glucose)-Bausteine innerhalb eines Polymers kann unterschiedlich hoch ausfallen.

## Chemische Eigenschaften
Chemisch ist Methylcellulose ein Methylether der Cellulose und entsteht durch Ersatz von Wasserstoffatomen der Hydroxygruppen durch Methylgruppen.
In Abhängigkeit von der Anzahl der substituierten Hydroxygruppen unterscheiden sich die Methylcellulosen. Cellulose ist ein Kettenmolekül aus zahlreichen Glucosemolekülen, jede Glucoseeinheit hat drei Hydroxygruppen. Verschiedene Methylcellulosen lassen sich durch ihren Substitutionsgrad (degree of substitution, DS), die durchschnittliche Zahl ersetzter Hydroxygruppen pro Glucoseeinheit, beschreiben. Das theoretische Maximum beträgt 3,0, typische Werte liegen im Bereich von 1,3 bis 2,6.
Methylcellulose löst sich in kaltem Wasser. Die Löslichkeit nimmt mit zunehmendem DS-Wert ab, weil die polaren Hydroxygruppen durch unpolare Ethergruppen ersetzt sind. Niedrig substituierte Methylcellulosen mit einem DS-Wert < 1 benötigen zur Lösung ein alkalisches Milieu. Die Substanz ist in heißem Wasser > 55 °C schwerer löslich als in kaltem. Das Erhitzen einer gesättigten Lösung von Methylcellulose führt zu einem festen, weißen Gel, nicht zum Ausfallen, wie bei Hydroxypropylcellulose (besser unter dem Namen Klucel ® bekannt). Die Temperatur, bei der dieser Effekt auftritt, hängt vom DS-Wert ab. Höher substituierte Methylcellulosen sind auch in organischen Lösungsmitteln löslich. Da der DS-Wert der Methylcellulose nie einheitlich ist, gibt es immer Partikel, die sich nicht lösen lassen. Daher werden häufig Mischungen von Celluloseethern produziert, die neben Methylcellulosen auch Hydroxypropylmethylcellulose (HPMC) und Hydroxyethylmethylcellulose (HEMC) oder Ethylmethylcellulose (EMC) enthalten.
Aufgrund der unterschiedlichen funktionellen Gruppen -OH und -OCH3 besitzt Methylcellulose sowohl hydrophile wie hydrophobe Eigenschaften. Dadurch verringert sie in Lösung die Oberflächenspannung und wirkt emulgierend in Zwei-Phasen-Mischungen. In Betonmischungen erhöht sie die Wasserhaltefähigkeit und verzögert damit die Abbindung, damit haben die Betonbestandteile mehr Zeit für chemische Reaktionen mit dem enthaltenen Wasser. In Ethermischungen bildet sich ein Film, der über die Zugabe von Formaldehyd reguliert werden kann. Bei Methylcellulosen höherer Substitutionsquoten bildet dieser Film ein thermoplastisches Polymer, das bei Temperaturen von 120 bis 190 °C zu wasserlöslichen Folien extrudierbar ist.
Methylcellulose hat gute filmbildende Eigenschaften und ein hohes Binde- und Haftvermögen. Die Zugfestigkeit von Methylcellulosefolien liegt in den meisten Fällen im Bereich von durchschnittlich 43–62 N/mm2 (mindestens 8 N/mm2 bis maximal 79 N/mm2). Zum Beispiel Methocel A15-Folien ca. 54 N/mm2 bei einer relativen Luftfeuchtigkeit von 50 %. Die Kohäsion ist abhängig von der relativen Feuchte, der Temperatur, der Charge, der Reinheit, der Art der Lösungsherstellung, dem pH-Wert, der Kettenlänge, der Konzentration der Lösung, der Filmdicke, der Filmform, der Trocknung. Bei hoher Luftfeuchtigkeit bis zu 75 % ist die Kohäsion noch gut.
Die Klebkraft hängt vom Substrat und der Kettenlänge ab. Einige Untersuchungen haben gezeigt, dass auch eine kurzkettige Methylcelluloselösung eine hohe Klebkraft aufweisen kann.

## Verwendung
Methylcellulose ist eine vielfältig einsetzbare Verbindung. So werden Methylcellulosen als Verdickungs-, Binde-, Klebe-, Dispergier-, Suspendier-, Emulgier-, Sedimentations-, Filterhilfs-, Flockungs-, Quell-, Gleit- und Wasserrückhaltemittel sowie als Schutzkolloid und Filmbildner eingesetzt. Sie wird häufig auch Haarshampoos, Zahnpasten und flüssigen Seifen hinzugefügt, um deren charakteristische Viskosität zu erzeugen.
Methylcellulose hat einen sehr breiten Viskositätsbereich von 5 bis 75.000 mPas.
Viskositätsbeispiel: 2-prozentige Konzentration in Wasser: MCA4M: 4000 mPa, MCA4C: 320 bis 480 mPa.
Die Viskosität ist abhängig von Substitutionsgrad, Temperatur und Konzentration. Je niedriger der Substitutionsgrad, desto höher ist die Viskosität. Bei konstanten Parametern steigt die Viskosität mit zunehmendem Polymerisationsgrad.

### Lebens- und Genussmittel
Methylcellulose (Zusatzstoffnummer E 461) wie auch andere chemisch modifizierte Abkömmlinge der Cellulose (E 463 bis 469) sind in der EU als Lebensmittelzusatzstoff, in den USA durch 21CFR 182.1480 (FDA) zugelassen. Im Lebensmittelbereich sind sie als Gelier-, Verdickungs- und Überzugsmittel sowie als Emulgator und Stabilisator häufig Bestandteil von Fleisch- und Fischersatzprodukten, Speiseeis, Backwaren, Kuchencremes, Mayonnaise, Instantprodukten und Tiefkühlkost. Folien aus Methylcellulose können als essbare Folien Verwendung finden.
Im Genussmittelbereich dienen sie als Bindemittel für Tabakstücke, um daraus Zigarrenblätter zum Rollen von Zigarren herzustellen. Diese müssen einen Anteil von mehr als 75 % Tabak haben, den Rest stellen Bindemittel dar.

### Medizin
Wässrige Lösungen der Methylcellulose werden als Augentropfen zur Behandlung des trockenen Auges verwendet („künstliche Tränenflüssigkeit“).
Methylcellulose wird nach oraler Gabe nicht durch den Darm aufgenommen, bindet große Mengen Wasser und wirkt deshalb abführend. Sie kann wegen ihrer Quellwirkung als Laxans (Abführmittel) eingesetzt werden, um eine Verstopfung zu behandeln, jedoch ist diese Anwendung von untergeordneter Bedeutung und in Deutschland eher ungebräuchlich.
In der konventionellen Radiologie wird Methylcelluloselösung als sogenanntes negatives Kontrastmittel eingesetzt. Der Film wird an den Stellen, wo die Methylcellulose sich angereichert hat, stärker belichtet (sie erscheint schwarz am Röntgenbild). Hauptsächlich findet sie Verwendung in der Darstellung des Dünndarms.

### Pharmazie
Neben der Verwendung als Arzneistoff wird Methylcellulose vielfach als pharmazeutischer Hilfsstoff in der Arzneimittelherstellung verwendet: beispielsweise zur Viskositätserhöhung in flüssigen Arzneizubereitungen, zur Stabilisierung von Emulsionen und Suspensionen, als Gelbildner in Cremes und Gelen, als Bindemittel für Tablettengranulate, als Gerüststoff und Sprengmittel für Tabletten sowie als Filmbildner für Lacktabletten.
Pharmazeutische Qualitäten der Methylcellulose enthalten gemäß der Charakterisierung im Europäischen Arzneibuch einen Methoxygruppenanteil von 26 % bis 33 %, was einem Substitutionsgrad von etwa 1,6 bis 2,0 gleichkommt. Die mittlere Molmasse liegt bei 10.000 bis 220.000 Gramm pro Mol entsprechend einem Polymerisationsgrad von ungefähr 50 bis 1000. Die verschiedenen Typen der pharmazeutisch verwendeten Methylcellulose sind durch die Angabe der Viskosität einer wässrigen Lösung bei vorgeschriebener Konzentration zu kennzeichnen. In kaltem Wasser löst sich Methylcellulose pharmazeutischer Qualität unter Bildung einer kolloidalen Lösung; in heißem Wasser, in Aceton, wasserfreiem Ethanol und Toluol ist sie praktisch unlöslich. Der pH-Wert einer 1%igen Lösung liegt zwischen 5,0 und 8,0. Es besteht eine Reihe von Unverträglichkeiten mit anderen Stoffen, die zu Ausfällungen („Verklumpung“) der Methylcellulose führen können.
In ophthalmologischen Zubereitungen wird Methylcellulose in Konzentrationen von 0,5–1,0 % eingesetzt.

### Konservierung und Restaurierung
Reine Methylcellulose ist sehr alterungsbeständig und eignet sich daher hervorragend für die Konservierung von Kunst und Kultur. Dies sowohl zum Festigen von pudernder Malschicht als auch zum Kleben von Malschichten, Fassungen, Holz, Textil usw., in flüssiger, Schaum- oder Gitterform. Nicht zu verwechseln mit Hydroxypropylcellulose (z. B. Klucel ®), die eine geringere Alterungsbeständigkeit aufweist und viel plastischer ist.

### Technische und sonstige Verwendung

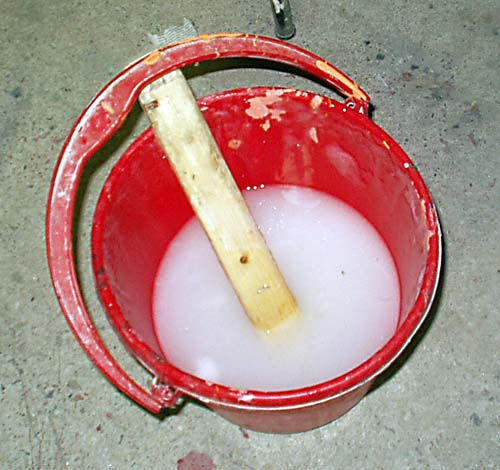
Tapetenkleister

Methylcellulose ist der Hauptbestandteil vieler Tapetenkleister und kann als milder Klebstoff eingesetzt werden, der mit Wasser abgewaschen werden kann. Zum Beispiel kann sie zur Fixierung bei der Restaurierung empfindlicher Kunstgegenstände Anwendung finden.
In großem Umfang wird Methylcellulose zur Produktion von Baustoffen eingesetzt. So wird sie zum Beispiel trockenen Mörtelmischungen zugefügt, um die Eigenschaften des Mörtels wie Wasserrückhaltung, Viskosität und Adhäsion zu den Oberflächen zu verbessern. Außerdem wird sie aus den gleichen Gründen als Zusatzstoff in Putzmischungen und Kittsubstanzen beigefügt. In Wand- und Textilfarben sowie in Tinten dient Methylcellulose als Dickungsmittel und in Reinigungsmitteln und Kosmetika als Emulgator und Stabilisator. Weitere Verwendungen sind als Samenummantelung in der Agrarindustrie und als Zusatzstoff zur Stabilisierung der Monomerlösung bei der Polymerisation von Vinylchlorid zu Polyvinylchlorid (PVC).
Das schleimige, klebrige Aussehen einer passenden Mischung von Methylcellulose mit Wasser, zusätzlich zu seinen ungiftigen, nicht-allergenen Eigenschaften, macht es zu einer gern benutzten Substanz bei Spezialeffekten in der Fotografie und im Fernsehen, wo Schlamm oder schleimige Substanzen benötigt werden. Im Film Ghostbusters – Die Geisterjäger beispielsweise war die klebrige Substanz einiger Geister meistens eine konzentrierte wässrige Lösung von Methylcellulose. Methylcellulose wird auch in der Pornographie-Industrie häufig benutzt, um Sperma zu simulieren.
Methylcellulose wird wie Agar als Grundstoff in Kulturmedien der Mikrobiologie benutzt, beispielsweise um die Reproduktion von Bakterien zu untersuchen.